# Jan Gustafsson
Jan Gustafsson (* 25. června 1979) je německý šachista. V roce 2003 mu Mezinárodní šachová federace udělila titul velmistra. Je spoluzakladatelem webu Chess24.com.

## Životopis
Gustafsson se narodil v Hamburku. Když byl dítě, jeho rodiče si dali pauzu od své kariéry a strávili několik let plachtěním ve Středozemním moři. Jan v tomto prostředí začal hrát šachy, protože existuje jen málo jiných sportů, které by se daly provozovat na lodi. Rodina se pak přestěhovala do Španělska, než se vrátila zpět do Hamburku, kde Gustafsson začal hrát v místním šachovém klubu. Brzy se stal silným hráčem a byl součástí týmu, který v roce 1992 vyhrál německý týmový šampionát do 13 let. Později vyhrál Německý šachový šampionát do 15 a 17 let.
Janu Gustafssonovi byl udělen titul mezinárodního mistra v roce 1999 a titul velmistra v roce 2003. Je jedním z nejsilnějších německých hráčů. Skončil druhý na mistrovství Německa v letech 2004 a 2005. 
V dubnu 2011 se na otevřeném turnaji Thailand Open v Bangkoku dělil o 1. až 3. místo s Nigelem Shortem a Franciscem Vallejo Ponsem. Turnaj vyhrál v tiebreaku. V dubnu 2019 vyhrál Gustafsson tento turnaj podruhé, kde mu v tiebreaku podlehl Deep Sengupta.
Gustafsson je odborníkem na zahájení a byl součástí týmu Magnuse Carlsena na mistrovství světa 2016 proti Sergeji Karjakinovi, na mistrovství světa 2018 proti Fabianu Caruanovi a na mistrovství světa 2021 proti Janu Něpomňaščimu. 